# Минамата
Минамата (яп. 水俣市 Минамата-си) — японский город, расположенный в префектуре Кумамото. Он основан 1 апреля 1949 года. Площадь города составляет 162,90 км², население — 25 724 человека (1 августа 2014), плотность населения — 157,91 чел./км².

## Болезнь Минамата
Город получил печальную известность в связи с экологической катастрофой, вызванной промышленным загрязнением ртутью бухты Минамата. Синдром, вызываемый отравлением органическими соединениями ртути, был назван болезнью Минамата.

## Города-побратимы
Минамата породнена с городом Ливерпуль, Великобритания.